# 1. Biathlon-Weltcup 2022/23 (Kontiolahti)
Der Weltcupauftakt der Biathlon-Saison 2022/23 fand im  finnischen Kontiolahti statt. Die Wettkämpfe im gleichnamigen Stadion wurden vom 27. November bis zum 4. Dezember 2022 ausgetragen. Es war das vierte Mal, dass die Saisoneröffnung in Kontiolahti stattfand.
Der Weltcup von Kontiolahti begann einen Winter, in dem Biathlon-Weltmeisterschaften erstmals seit 1993 nicht Teil des Weltcups sind.

## Wettkampfprogramm
| Datum        | Männer    | Männer               | Frauen    | Frauen             |
| ------------ | --------- | -------------------- | --------- | ------------------ |
| Di, 29.11.22 | 13:15 Uhr | Einzel (20 km)       |           |                    |
| Mi, 30.11.22 |           |                      | 13:15 Uhr | Einzel (15 km)     |
| Do, 01.12.22 | 11:00 Uhr | Staffel (4 • 7,5 km) | 13:35 Uhr | Staffel (4 • 6 km) |
| Sa, 03.12.22 | 10:45 Uhr | Sprint (10 km)       | 13:45 Uhr | Sprint (7,5 km)    |
| So, 04.12.22 | 12:15 Uhr | Verfolgung (12,5 km) | 14:15 Uhr | Verfolgung (10 km) |

## Teilnehmende Nationen und Athleten
| Nation               | Anzahl               | Athlet | Athletin |
| Europa (20 Nationen) | Europa (20 Nationen) | Europa (20 Nationen) | Europa (20 Nationen) |
| -------------------- | -------------------- | --- | --- |
| Belgien              | 2+1                  | Florent Claude, Thierry Langer | Lotte Lie |
| Bulgarien            | 4+(4)                | Wladimir Iliew, Anton Sinapow, Blagoj Todew, Konstantin Wassilew                                                                          | Lora Christowa, Walentina Dimitrowa, Daniela Kadewa (nur Staffel), Milena Todorowa                                                |
| Deutschland          | 6+6                  | Benedikt Doll, Johannes Kühn, Philipp Nawrath, Roman Rees, Justus Strelow, David Zobel                                                    | Juliane Frühwirt, Denise Herrmann-Wick, Franziska Preuß, Sophia Schneider, Vanessa Voigt, Anna Weidel                             |
| Estland              | 4+4                  | Robert Heldna, Raido Ränkel, Kristo Siimer, Rene Zahkna                                                                                   | Susan Külm, Regina Ermits, Johanna Talihärm, Tuuli Tomingas                                                                       |
| Finnland             | 5+5                  | Tuomas Harjula, Olli Hiidensalo, Heikki Laitinen, Jaakko Ranta, Tero Seppälä                                                              | Mari Eder, Erika Jänkä, Nastassja Kinnunen, Venla Lehtonen, Suvi Minkkinen                                                        |
| Frankreich           | 6+7 1                | Émilien Claude, Fabien Claude, Quentin Fillon Maillet, Antonin Guigonnat, Émilien Jacquelin, Éric Perrot                                  | Paula Botet, Sophie Chauveau, Chloé Chevalier, Anaïs Chevalier-Bouchet, Caroline Colombo, Lou Jeanmonnot, Julia Simon             |
| Italien              | 5+5                  | Didier Bionaz, Patrick Braunhofer, Daniele Cappellari, Tommaso Giacomel, David Zingerle                                                   | Michela Carrara, Samuela Comola, Rebecca Passler, Lisa Vittozzi, Dorothea Wierer                                                  |
| Lettland             | 3+3                  | Edgars Mise, Aleksandrs Patrijuks, Andrejs Rastorgujevs (nur Einzel, nicht gestartet)                                                     | Baiba Bendika, Sandra Buliņa, Sanita Buliņa                                                                                       |
| Litauen              | (5)+2                | Linas Banys (nur Sprint), Karol Dombrovski, Maksim Fomin (nur Einzel), Tomas Kaukėnas, Vytautas Strolia                                   | Gabrielė Leščinskaitė, Natalija Kočergina                                                                                         |
| Moldau               | (4)+2                | Pawel Magasejew, Maxim Makarow (nur Einzel), Andrei Ussow (nur Staffel), Michail Ussow (nur Sprint)                                       | Alla Ghilenko, Alina Stremous |
| Norwegen             | 7+6 1                | Filip Fjeld Andersen, Erlend Bjøntegaard, Johannes Thingnes Bø, Tarjei Bø, Vetle Sjåstad Christiansen, Johannes Dale, Sturla Holm Lægreid | Karoline Erdal, Ragnhild Femsteinevik, Emilie Ågheim Kalkenberg, Karoline Offigstad Knotten, Ida Lien, Ingrid Landmark Tandrevold |
| Österreich           | 5+5                  | Simon Eder, Patrick Jakob, David Komatz, Felix Leitner, Harald Lemmerer                                                                   | Lisa Hauser, Anna Juppe, Katharina Komatz, Julia Schwaiger, Dunja Zdouc                                                           |
| Polen                | (4)+4                | Jan Guńka, Grzegorz Guzik, Andrzej Nędza-Kubiniec, Marcin Zawół (nur Staffel)                                                             | Joanna Jakieła, Anna Mąka, Natalia Sidorowicz, Kamila Żuk                                                                         |
| Rumänien             | (4)+(4)              | George Buta, George Colțea (nur Sprint), Raul Flore (nur Einzel), Dmitri Schamajew                                                        | Andreea Mezdrea (nur Einzel), Anastassija Tolmatschowa (nur Sprint), Jelena Tschirkowa (nur Staffel), Natalja Uschkina            |
| Schweden             | 6+6                  | Oskar Brandt, Peppe Femling, Jesper Nelin, Emil Nykvist, Martin Ponsiluoma, Sebastian Samuelsson                                          | Anna Magnusson, Stina Nilsson, Elvira Öberg, Hanna Öberg, Linn Persson, Johanna Skottheim                                         |
| Schweiz              | 5+5                  | Joscha Burkhalter, Jeremy Finello, Laurin Fravi, Niklas Hartweg, Sebastian Stalder                                                        | Amy Baserga, Aita Gasparin, Elisa Gasparin, Lena Häcki-Groß, Lea Meier                                                            |
| Slowakei             | 2+4                  | Michal Šíma, Tomáš Sklenárik | Ivona Fialková, Paulína Bátovská Fialková, Mária Remeňová, Zuzana Remeňová                                                        |
| Slowenien            | (6)+2                | Alex Cisar, Miha Dovžan (nur Einzel), Jakov Fak, Lovro Planko (nur Sprint), Rok Tršan, Anton Vidmar                                       | Polona Klemenčič, Živa Klemenčič                                                                                                  |
| Tschechien           | 5+5                  | Mikuláš Karlík, Michal Krčmář, Jonáš Mareček, Tomáš Mikyska, Jakub Štvrtecký                                                              | Lucie Charvátová, Markéta Davidová, Jessica Jislová, Eliška Václavíková, Tereza Voborníková                                       |
| Ukraine              | (6)+5                | Anton Dudtschenko, Taras Lessjuk, Denys Nassyko, Dmytro Pidrutschnyj (nur Staffel), Artem Pryma, Bohdan Zymbal                            | Olena Bilossjuk, Darija Blaschko, Julija Dschyma, Anna Krywonos, Iryna Petrenko                                                   |
| Amerika (2 Nationen) |                      | | |
| Kanada               | 4+4                  | Jules Burnotte, Zachary Connelly, Christian Gow, Adam Runnalls                                                                            | Emily Dickson, Emma Lunder, Nadia Moser, Jenna Sherrington                                                                        |
| Vereinigte Staaten   | 4+5                  | Jake Brown, Václav Červenka, Sean Doherty, Maxime Germain                                                                                 | Kelsey Dickinson, Tara Geraghty-Moats, Chloe Levins, Deedra Irwin, Joanne Reid                                                    |
| Asien (2 Nationen)   |                      | | |
| Japan                | 3+3                  | Jin Nakajima, Mikito Tachizaki, Ryu Yamamoto                                                                                              | Hikaru Fukuda, Asuka Hachisuka, Fuyuko Tachizaki                                                                                  |
| Kasachstan           | (4)+2                | Ässet Düissenow (nur Sprint), Wladislaw Kirejew (nur Einzel), Alexander Muchin (nur Sprint), Sergei Sirik (nur Einzel)                    | Ljudmila Achatowa, Anastassija Kondratjewa                                                                                        |
| Ozeanien (1 Nation)  |                      | | |
| Neuseeland           | 1                    | Campbell Wright | |

## Ausgangslage
Als Weltcupgesamtsieger der vergangenen Saison gingen Quentin Fillon Maillet und Marte Olsbu Røiseland an den Start. Letztere entschied sich eine Woche vor Rennbeginn dazu, die Saisoneröffnung auszulassen und „ihrem Körper Zeit zu geben, sich zu erholen“, nachdem sie schon im Herbst diverse Trainingscamps und Testwettkämpfe ausgelassen hatte. Auch Tiril Eckhoff und Sivert Guttorm Bakken kämpfen mit Langzeitfolgen von Erkrankungen. Während Eckhoff sich dazu entschied, „die ersten Wettkämpfe auszulassen“ und möglicherweise in der fortgeschrittenen Saison in das Geschehen einsteigt, sagte Bakken aus, dass er durch eine Herzmuskelentzündung „vor Weihnachten nicht mehr auf Skiern stehen wird“ und mit hoher Wahrscheinlichkeit einen Großteil des Winters verpassen wird. Ebenfalls die Saison nicht bestreiten wird aufgrund ihrer Schwangerschaft Justine Braisaz-Bouchet, Monika Hojnisz-Staręga begibt sich aus persönlichen Gründen in eine Wettkampfpause. Wenige Tage vor Rennbeginn musste auch Lukas Hofer aufgrund einer Verletzung seine Teilnahme in Kontiolahti absagen.
Am 16. September 2022 entschied die IBU, dass weiterhin alle russischen und belarussischen Athleten  aufgrund des Krieges in der Ukraine auf unbestimmte Zeit von internationalen Wettbewerben der IBU ausgeschlossen sind. Somit dürfen unter anderen die Weltklasseathleten Alexander Loginow, Dsinara Alimbekawa, Hanna Sola und Anton Smolski an keinem Rennen der Saison teilnehmen.
Wie in jedem Jahr fanden auch 2022 sogenannte season openings in Idre und Sjusjøen statt. Während bei den jeweils zwei abgehaltenen Sprintrennen in Norwegen die favorisierten Johannes und Tarjei Bø sowie Karoline Knotten erfolgreich waren, gab es in Schweden eine kleine Überraschung. So konnte Tilda Johansson bei den Frauen das Kurzeinzel für sich entscheiden, während im international besetzten Feld Fabien Claude bei den Männern erfolgreich war. Den schwedischen Meistertitel gewann der überraschend Zweitplatzierte Henning Sjökvist. Zudem wurde jeweils ein Sprintrennen ausgetragen, bei denen es mit Émilien Jacquelin und Anaïs Chevalier-Bouchet ebenfalls französische Sieger gab; Zweite und damit beste Schweden wurden Martin Ponsiluoma und Elvira Öberg.

## Ergebnisse
| 1. Weltcup in Kontiolahti, 27. November bis 4. Dezember 2022 | 1. Weltcup in Kontiolahti, 27. November bis 4. Dezember 2022 | 1. Weltcup in Kontiolahti, 27. November bis 4. Dezember 2022                          | 1. Weltcup in Kontiolahti, 27. November bis 4. Dezember 2022               | 1. Weltcup in Kontiolahti, 27. November bis 4. Dezember 2022                                 |
| ------------------------------------------------------------ | ------------------------------------------------------------ | ------------------------------------------------------------------------------------- | -------------------------------------------------------------------------- | -------------------------------------------------------------------------------------------- |
| Datum                                                        | Disziplin                                                    | Erster Platz                                                                          | Zweiter Platz                                                              | Dritter Platz                                                                                |
| 29. November 2022 (Di.)                                      | Einzel (20 km)                                               | Martin Ponsiluoma                                                                     | Niklas Hartweg                                                             | David Zobel                                                                                  |
| 30. November 2022 (Mi.)                                      | Einzel (15 km)                                               | Hanna Öberg                                                                           | Ingrid Landmark Tandrevold                                                 | Lisa Vittozzi                                                                                |
| 1. Dezember 2022 (Do.)                                       | Staffel (4 • 7,5 km)                                         | NorwegenVetle Sjåstad Christiansen Sturla Holm Lægreid Tarjei Bø Johannes Thingnes Bø | DeutschlandJustus Strelow Johannes Kühn Benedikt Doll Roman Rees           | FrankreichÉric Perrot Fabien Claude Émilien Jacquelin Quentin Fillon Maillet                 |
| 1. Dezember 2022 (Fr.)                                       | Staffel (4 • 6 km)                                           | SchwedenLinn Persson Anna Magnusson Hanna Öberg Elvira Öberg                          | DeutschlandAnna Weidel Sophia Schneider Vanessa Voigt Denise Herrmann-Wick | NorwegenKaroline Offigstad Knotten Ida Lien Ragnhild Femsteinevik Ingrid Landmark Tandrevold |
| 3. Dezember 2022 (Sa.)                                       | Sprint (10 km)                                               | Johannes Thingnes Bø                                                                  | Sturla Holm Lægreid                                                        | Roman Rees                                                                                   |
| 3. Dezember 2022 (Sa.)                                       | Sprint (7,5 km)                                              | Lisa Hauser                                                                           | Lisa Vittozzi                                                              | Linn Persson                                                                                 |
| 4. Dezember 2022 (So.)                                       | Verfolgung (12,5 km)                                         | Johannes Thingnes Bø                                                                  | Sturla Holm Lægreid                                                        | Émilien Jacquelin                                                                            |
| 4. Dezember 2022 (So.)                                       | Verfolgung (10 km)                                           | Julia Simon                                                                           | Dorothea Wierer                                                            | Elvira Öberg                                                                                 |

## Verlauf

### Einzel

#### Männer
Start: Dienstag, 29. November 2022, 13:15 Uhr
| Platz | Sportler                   | Zeit        | Schießfehler |
| ----- | -------------------------- | ----------- | ------------ |
| 1     | Martin Ponsiluoma          | 49:36,5 min | 0+1+0+0      |
| 2     | Niklas Hartweg             | +37,2       | 0+0+0+0      |
| 3     | David Zobel                | +59,3       | 0+0+0+0      |
| 4     | Roman Rees                 | +1:00,9     | 0+0+1+0      |
| 5     | Sebastian Samuelsson       | +1:02,8     | 0+1+0+0      |
| 6     | Sturla Holm Lægreid        | +1:23,4     | 0+0+0+2      |
| 7     | Vetle Sjåstad Christiansen | +1:32,9     | 0+1+0+0      |
| 8     | Vytautas Strolia           | +1:37,1     | 0+0+0+1      |
| 9     | Fabien Claude              | +2:07,5     | 0+2+0+0      |
| 10    | Erlend Bjøntegaard         | +2:11,5     | 0+0+0+1      |
| 0     |                            |             |              |
| 17    | Justus Strelow             | +2:57,6     | 1+1+0+0      |
| 18    | Philipp Nawrath            | +3:00,1     | 0+1+1+0      |
| 19    | Sebastian Stalder          | +3:00,6     | 0+0+1+0      |
| 20    | Benedikt Doll              | +3:04,0     | 1+1+0+1      |
| 24    | Patrick Braunhofer         | +3:31,9     | 0+0+1+0      |
| 26    | Johannes Kühn              | +3:42,4     | 0+0+2+2      |
| 33    | Simon Eder                 | +4:48,1     | 0+1+0+2      |
| 34    | David Komatz               | +4:49,0     | 0+1+1+0      |
| 39    | Patrick Jakob              | +5:02,1     | 0+1+0+1      |
| 44    | Tommaso Giacomel           | +5:18,4     | 1+2+1+1      |
| 51    | Daniele Cappellari         | +5:47,9     | 0+0+1+0      |
| 60    | Harald Lemmerer            | +6:18,1     | 1+1+0+1      |
| 63    | Felix Leitner              | +6:33,5     | 0+3+0+2      |
| 67    | Joscha Burkhalter          | +6:56,9     | 1+0+1+2      |
| 81    | David Zingerle             | +8:49,2     | 1+2+1+0      |
| 82    | Laurin Fravi               | +8:53,4     | 2+1+1+2      |
| 83    | Jeremy Finello             | +9:14,9     | 2+3+1+3      |
| 84    | Thierry Langer             | +9:23,0     | 1+1+2+2      |
| DNS   | Didier Bionaz              |             |              |

Gemeldet: 102
Nicht am Start: 5
Der Sprintweltmeister Martin Ponsiluoma konnte sein erstes reguläres Weltcuprennen gewinnen, gefolgt von zwei großen Überraschungen. David Zobel feierte sein erstes Podest, während Niklas Hartweg überhaupt zum ersten Mal unter die besten Zehn eines Weltcuprennens kam und sofort Zweiter wurde. Bei recht guten Bedingungen gab es einige Karrierebestleistungen, zu denen Olli Hiidensalo (Rang 11), Patrick Braunhofer (Rang 24) und Emil Nykvist (Rang 38) zählten. Die mit Abstand schnellste Laufzeit lieferte erwartungsgemäß Johannes Thingnes Bø, mit vier Schießfehlern reichte es für ihn aber nur für Position 12.

#### Frauen
Start: Mittwoch, 30. November 2022, 13:15 Uhr
| Platz | Sportler                   | Zeit        | Schießfehler |
| ----- | -------------------------- | ----------- | ------------ |
| 1     | Hanna Öberg                | 43:53,8 min | 0+0+0+1      |
| 2     | Ingrid Landmark Tandrevold | +36,5       | 0+0+0+0      |
| 3     | Lisa Vittozzi              | +39,7       | 1+0+0+0      |
| 4     | Vanessa Voigt              | +1:00,5     | 0+0+0+0      |
| 5     | Julia Simon                | +1:11,9     | 0+0+0+1      |
| 6     | Denise Herrmann-Wick       | +1:31,4     | 0+0+1+1      |
| 7     | Markéta Davidová           | +1:37,6     | 0+1+0+1      |
| 8     | Paulína Bátovská Fialková  | +1:39,7     | 0+1+0+0      |
| 9     | Elvira Öberg               | +2:07,6     | 0+1+1+1      |
| 10    | Lotte Lie                  | +2:08,1     | 0+0+0+0      |
| 11    | Sophia Schneider           | +2:12,1     | 1+1+0+0      |
| 0     |                            |             |              |
| 14    | Elisa Gasparin             | +2:23,8     | 0+0+0+1      |
| 21    | Aita Gasparin              | +3:14,2     | 0+1+0+1      |
| 23    | Juliane Frühwirt           | +3:20,9     | 0+0+1+0      |
| 26    | Anna Weidel                | +3:42,4     | 0+2+0+0      |
| 32    | Lisa Hauser                | +3:59,8     | 0+2+1+0      |
| 33    | Dunja Zdouc                | +4:06,6     | 0+0+0+1      |
| 36    | Amy Baserga                | +4:25,7     | 1+0+0+1      |
| 38    | Dorothea Wierer            | +4:29,5     | 0+1+0+3      |
| 43    | Michela Carrara            | +5:30,4     | 1+0+1+2      |
| 46    | Lena Häcki-Groß            | +5:38,1     | 0+1+1+3      |
| 47    | Rebecca Passler            | +5:39,0     | 2+0+0+1      |
| 50    | Julia Schwaiger            | +5:55,2     | 1+2+1+0      |
| 58    | Lea Meier                  | +6:39,3     | 1+1+0+2      |
| 59    | Katharina Komatz           | +6:39,8     | 1+3+0+1      |
| 63    | Samuela Comola             | +7:00,7     | 0+4+0+0      |
| 69    | Anna Juppe                 | +7:37,9     | 0+2+1+1      |
| DNS   | Franziska Preuß            |             |              |

Gemeldet: 96
Nicht am Start: 6
Hanna Öberg gewann dank der zweitbesten Laufzeit (hinter ihrer Schwester Elvira) und 19 Treffern das Einzel, gefolgt von Tandrevold und Vittozzi, die jeweils seit gut eineinhalb Jahren wieder auf ein Weltcuppodest liefen. Erwähnenswert ist auch der starke vierte Rang von Vanessa Voigt. Anders als im Herrenrennen gab es hier reihenweise persönliche Bestergebnisse, darunter Lotte Lie (10.), Sophia Schneider (11. mit der achtbesten Laufzeit), Lou Jeanmonnot (12.), Polona Klemenčič (19.), Tereza Voborníková (22.), Juliane Frühwirt (23.), Joanna Jakieła (28.) und Sophie Chauveau (37.).

### Staffel

#### Männer
Start: Donnerstag, 1. Dezember 2022, 11:00 Uhr
| Platz | Land        | Sportler                                                                      | Zeit        | Strafrunden + Nachlader         |
| ----- | ----------- | ----------------------------------------------------------------------------- | ----------- | ------------------------------- |
| 1     | Norwegen    | Vetle Sjåstad Christiansen Sturla Holm Lægreid Tarjei Bø Johannes Thingnes Bø | 1:19:26,2 h | 0+0 0+1 0+1 0+3 0+0 0+1 0+1 0+0 |
| 2     | Deutschland | Justus Strelow Johannes Kühn Benedikt Doll Roman Rees                         | +43,9       | 0+0 0+2 0+0 0+1 0+1 0+2         |
| 3     | Frankreich  | Éric Perrot Fabien Claude Émilien Jacquelin Quentin Fillon Maillet            | +1:05,9     | 0+0 0+0 0+2 0+3 0+0 0+1 0+2 0+1 |
| 4     | Österreich  | David Komatz Simon Eder Felix Leitner Patrick Jakob                           | +2:31,2     | 0+0 0+0 0+0 0+2 0+0 0+1         |
| 5     | Tschechien  | Tomáš Mikyska Michal Krčmář Jakub Štvrtecký Jonáš Mareček                     | +2:33,9     | 0+2 0+3 0+0 0+0 0+1 0+3 0+0 0+1 |
| 6     | Finnland    | Jaakko Ranta Tuomas Harjula Tero Seppälä Olli Hiidensalo                      | +2:34,1     | 0+0 0+3 0+0 0+2 0+1 1+3 0+0 0+3 |
| 7     | Slowenien   | Miha Dovžan Jakov Fak Lovro Planko Rok Tršan                                  | +2:47,2     | 0+0 0+0 0+2 0+1 0+2 2+3 0+1 0+0 |
| 8     | Litauen     | Tomas Kaukėnas Vytautas Strolia Karol Dombrovski Maksim Fomin                 | +2:47,8     | 0+0 1+3 0+0 0+0                 |
| 9     | Ukraine     | Artem Pryma Dmytro Pidrutschnyj Bohdan Zymbal Anton Dudtschenko               | +2:48,8     | 0+3 0+1 0+2 0+3 0+1 0+0 0+1 0+2 |
| 10    | Schweden    | Peppe Femling Jesper Nelin Martin Ponsiluoma Sebastian Samuelsson             | +2:53,6     | 0+0 2+3 0+2 0+3 0+2 1+3 0+0 0+1 |
| 0     |             |                                                                               |             |                                 |
| 15    | Italien     | Patrick Braunhofer Tommaso Giacomel Daniele Cappellari David Zingerle         | +4:56:1     | 0+2 0+2 0+1 0+1 0+0 0+0         |
| 18    | Schweiz     | Joscha Burkhalter Sebastian Stalder Niklas Hartweg Jeremy Finello             | +5:53,1     | 1+3 0+3 0+0 0+2 0+0 0+0 0+1 1+3 |

Gemeldet und am Start: 20 Staffeln
Überrundet:  Moldau
Einen Favoritensieg gab es durch Norwegen, die die erste Staffel der Saison souverän für sich entscheiden konnten. Deutschland konnte bis zum Wechsel auf Johannes Thingnes Bø mitgehen, war danach aber chancenlos. Viele Überraschungen gab es in den weiteren Top-10, für Österreich, Tschechien, Finnland, Slowenien gab es ausgezeichnete Ergebnisse, für Litauen war es das beste Staffelergebnis der Geschichte.
Für Italien und die Schweiz gab es hingegen schlechte Ergebnisse; während es bei den Italienern mannschaftlich fehlte (Hofer und Bionaz), war es bei den Schweizern der sichtlich geschwächte Joscha Burkhalter, der die Staffel sofort ins Hintertreffen brachte.

#### Frauen
Start: Donnerstag, 1. Dezember 2022, 13:35 Uhr
| Platz | Land        | Sportler                                                                             | Zeit        | Strafrunden + Nachlader         |
| ----- | ----------- | ------------------------------------------------------------------------------------ | ----------- | ------------------------------- |
| 1     | Schweden    | Linn Persson Anna Magnusson Hanna Öberg Elvira Öberg                                 | 1:14:59,8 h | 0+0 0+1 0+2 0+2 0+0 0+0         |
| 2     | Deutschland | Anna Weidel Sophia Schneider Vanessa Voigt Denise Herrmann-Wick                      | +28,1       | 0+0 0+0 0+1 0+1 0+0 0+2         |
| 3     | Norwegen    | Karoline Offigstad Knotten Ida Lien Ragnhild Femsteinevik Ingrid Landmark Tandrevold | +31,5       | 0+1 0+0 0+0 0+1 0+0 0+0 0+0 0+1 |
| 4     | Frankreich  | Lou Jeanmonnot Anaïs Chevalier-Bouchet Chloé Chevalier Julia Simon                   | +1:30,0     | 0+3 0+1 0+0 0+0 0+1 0+2 0+0 0+0 |
| 5     | Schweiz     | Amy Baserga Elisa Gasparin Aita Gasparin Lena Häcki-Groß                             | +1:48,5     | 0+0 0+2 0+0 0+0 0+0 0+1 0+3 0+2 |
| 6     | Tschechien  | Jessica Jislová Tereza Voborníková Markéta Davidová Lucie Charvátová                 | +3:13,1     | 0+0 0+1 0+1 0+2 0+1 0+1 0+2 0+1 |
| 7     | Finnland    | Suvi Minkkinen Nastassja Kinnunen Mari Eder Erika Jänkä                              | +3:22,3     | 0+0 0+1 0+1 0+1 0+1 0+3 0+0 1+3 |
| 8     | Österreich  | Dunja Zdouc Lisa Hauser Julia Schwaiger Katharina Komatz                             | +3:29,2     | 0+0 0+0 0+1 0+2 0+2 0+1 0+0 1+3 |
| 9     | Italien     | Samuela Comola Lisa Vittozzi Michela Carrara Rebecca Passler                         | +3:32,3     | 0+0 0+2 0+0 0+0 1+3 0+1 0+1 0+2 |
| 10    | Estland     | Regina Ermits Tuuli Tomingas Susan Külm Johanna Talihärm                             | +5:08,5     | 0+0 0+1 0+1 0+0 0+3 0+0 0+0 0+1 |

Gemeldet und am Start: 17 Nationen
Überrundet:  Bulgarien
Disqualifiziert:  Rumänien
Wenig überraschend gewann die Staffel Schwedens recht souverän das Damenrennen. Das deutsche Quartett überzeugte vor allem zu Beginn mit Anna Weidel, die für beide Schießeinlagen exakt 40,3 Sekunden benötigte, sowie an zweiter Stelle durch Sophia Schneider mit der drittbesten Laufzeit und schnellsten Schlussrunde ihres Umfelds. Für die geschwächte Staffel Norwegens sprang ein starker Podestplatz heraus, auch für das Schweizer Team ist der fünfte Rang eine hervorragende Platzierung. Finnland lief erstmals seit knapp fünf Jahren wieder auf Platz sieben im Weltcup.

### Sprint

#### Männer
Start: Samstag, 3. Dezember 2022, 10:45 Uhr
| Platz | Sportler                   | Zeit        | Schießfehler |
| ----- | -------------------------- | ----------- | ------------ |
| 1     | Johannes Thingnes Bø       | 23:09,0 min | 0+1          |
| 2     | Sturla Holm Lægreid        | +10,5       | 0+0          |
| 3     | Roman Rees                 | +28,8       | 0+0          |
| 4     | Sebastian Samuelsson       | +36,2       | 0+1          |
| 5     | Émilien Jacquelin          | +39,5       | 1+0          |
| 6     | Filip Fjeld Andersen       | +49,7       | 0+1          |
| 7     | Johannes Dale              | +55,3       | 1+0          |
| 8     | Jesper Nelin               | +1:02,1     | 1+0          |
| 9     | David Zobel                | +1:05,0     | 0+1          |
| 10    | Vetle Sjåstad Christiansen | +1:05,1     | 1+1          |
| 11    | Benedikt Doll              | +1:10,2     | 1+1          |
| 12    | Johannes Kühn              | +1:13,4     | 0+2          |
| 0     |                            |             |              |
| 16    | Niklas Hartweg             | +1:17,1     | 0+1          |
| 17    | Justus Strelow             | +1:24,3     | 0+0          |
| 24    | Thierry Langer             | +1:33,3     | 0+1          |
| 29    | Philipp Nawrath            | +1:46,6     | 1+1          |
| 39    | David Komatz               | +2:02,1     | 0+1          |
| 43    | Tommaso Giacomel           | +2:04,4     | 2+2          |
| 44    | Felix Leitner              | +2:07,5     | 2+0          |
| 45    | Harald Lemmerer            | +2:09,1     | 0+0          |
| 47    | Simon Eder                 | +2:10,8     | 0+2          |
| 49    | Jeremy Finello             | +2:11,7     | 1+2          |
| 53    | Didier Bionaz              | +2:16,5     | 0+1          |
| 55    | Sebastian Stalder          | +2:19,7     | 0+2          |
| 61    | Joscha Burkhalter          | +2:33,8     | 2+1          |
| 62    | Laurin Fravi               | +2:35,3     | 0+1          |
| 72    | Patrick Jakob              | +2:53,1     | 0+1          |
| 87    | Daniele Cappellari         | +3:23,0     | 1+0          |
| 88    | Patrick Braunhofer         | +3:24,6     | 2+1          |
| 100   | David Zingerle             | +5:22,1     | 5+1          |

Gemeldet: 101
Nicht am Start:  Maxime Germain
Dank einer erneut alle Athleten überragenden Laufzeit gewann Johannes Thingnes Bø den ersten Sprint der Saison und damit vorübergehend das gelbe Trikot, hinter Sturla Holm Lægreid stand Roman Rees zum zweiten Mal in seiner Karriere auf einem Einzelpodest. Allgemein war das deutsche Team mit fünf Athleten unter den besten 20 sehr erfolgreich. Niklas Hartweg konnte das blaue Trikot verteidigen, für Österreich und Italien hingegen verlief der Sprint katastrophal. Achtungsergebnisse gab es für Adam Runnalls (19.), Campbell Wright (23.), Dmitri Schamajew (25.), Michal Šíma (28.) und Václav Červenka (37.).

#### Frauen
Start: Samstag, 3. Dezember 2022, 13:45 Uhr
| Platz | Sportler                   | Zeit        | Schießfehler |
| ----- | -------------------------- | ----------- | ------------ |
| 1     | Lisa Hauser                | 20:39,5 min | 0+0          |
| 2     | Lisa Vittozzi              | +17,3       | 1+0          |
| 3     | Linn Persson               | +24,2       | 0+0          |
| 4     | Emma Lunder                | +25,4       | 0+0          |
| 5     | Anna Weidel                | +26,6       | 0+0          |
| 6     | Denise Herrmann-Wick       | +31,6       | 0+1          |
| 6     | Ingrid Landmark Tandrevold | +31,6       | 0+1          |
| 8     | Sophia Schneider           | +34,2       | 1+0          |
| 9     | Dorothea Wierer            | +34,9       | 0+1          |
| 10    | Ida Lien                   | +37,8       | 1+0          |
| 11    | Vanessa Voigt              | +39,6       | 0+1          |
| 0     |                            |             |              |
| 14    | Aita Gasparin              | +42,8       | 0+0          |
| 17    | Rebecca Passler            | +47,8       | 0+0          |
| 19    | Lena Häcki-Groß            | +50,3       | 1+1          |
| 23    | Elisa Gasparin             | +54,7       | 0+1          |
| 28    | Lotte Lie                  | +1:03,2     | 0+0          |
| 42    | Julia Schwaiger            | +1:28,3     | 1+0          |
| 44    | Samuela Comola             | +1:30,4     | 0+1          |
| 48    | Dunja Zdouc                | +1:36,9     | 0+1          |
| 49    | Lea Meier                  | +1:41,5     | 1+1          |
| 53    | Michela Carrara            | +1:52,0     | 1+2          |
| 57    | Juliane Frühwirt           | +2:00,2     | 0+3          |
| 68    | Katharina Komatz           | +2:29,2     | 1+3          |
| 74    | Anna Juppe                 | +2:52,6     | 1+2          |
| DNS   | Amy Baserga                |             |              |

Gemeldet: 95
Nicht am Start: 2
Lisa Hauser gewann, auch für sie überraschend, ihren zweiten Weltcupsprint. Sie ließ damit Lisa Vittozzi und Linn Persson hinter sich; während Vittozzi daraufhin im Verfolgungsrennen im gelben Trikot an den Start ging, war es für Persson das erst zweite Einzelpodest ihrer Karriere. Recht überraschende Ergebnisse gab es auch dahinter, Emma Lunder, Anna Weidel und Sophia Schneider erreichten ihr bestes Karriereresultat. Auch für die Schweiz und Italien verlief das Rennen mit jeweils drei Top-25-Platzierungen hervorragend, heraus stach der starke 17. Platz von Rebecca Passler. Erste Weltcuppunkte gab es für Susan Külm, Stina Nilsson hingegen konnte den Verfolger trotz nur dreier Schießfehler nur haarscharf erreichen.

### Verfolgung

#### Männer
Start: Sonntag, 4. Dezember 2022, 12:15 Uhr
| Platz | Sportler               | Zeit        | Schießfehler |
| ----- | ---------------------- | ----------- | ------------ |
| 1     | Johannes Thingnes Bø   | 32:44,4 min | 0+0+1+2      |
| 2     | Sturla Holm Lægreid    | +19,2       | 0+0+1+1      |
| 3     | Émilien Jacquelin      | +47,3       | 0+0+0+2      |
| 4     | Sebastian Samuelsson   | +1:12,7     | 0+0+1+1      |
| 5     | Roman Rees             | +1:20,7     | 0+1+0+1      |
| 6     | Jesper Nelin           | +1:32,0     | 1+0+0+1      |
| 7     | Fabien Claude          | +1:40,2     | 2+0+0+0      |
| 8     | David Zobel            | +1:44,2     | 1+0+1+0      |
| 9     | Tarjei Bø              | +1:51,9     | 0+0+1+1      |
| 10    | Quentin Fillon Maillet | +1:55,4     | 0+1+1+1      |
| 0     |                        |             |              |
| 12    | Benedikt Doll          | +2:10,8     | 0+0+2+1      |
| 13    | Justus Strelow         | +2:29,0     | 0+0+2+0      |
| 17    | Niklas Hartweg         | +2:43,5     | 0+0+1+3      |
| 19    | David Komatz           | +2:46,8     | 0+0+0+0      |
| 22    | Philipp Nawrath        | +3:03,7     | 0+1+1+0      |
| 26    | Simon Eder             | +3:19,6     | 0+0+1+1      |
| 28    | Felix Leitner          | +3:19,7     | 1+0+0+1      |
| 29    | Johannes Kühn          | +3:23,6     | 0+3+2+2      |
| 30    | Tommaso Giacomel       | +3:31,6     | 0+2+1+2      |
| 38    | Thierry Langer         | +3:49,8     | 1+2+2+1      |
| 46    | Didier Bionaz          | +4:32,3     | 1+0+2+1      |
| 47    | Jeremy Finello         | +4:37,6     | 0+1+1+4      |
| 49    | Sebastian Stalder      | +4:45,9     | 1+0+2+2      |
| 56    | Harald Lemmerer        | +5:59,5     | 1+1+2+1      |

Gemeldet: 59
Nicht am Start: Adam Runnalls
Lægreid und Jacquelin konnten nicht ausnutzen, dass Johannes Bø beim letzten Schießen zwei Scheiben stehen ließ, und reihten sich schließlich hinter diesem auf dem Podest ein. Rees, Zobel, Doll und Strelow sorgten für einen geschlossen starken Auftritt des deutschen Teams, auch Niklas Hartweg und David Komatz erzielten erneut gute Ergebnisse. Für Jesper Nelin war Rang sechs das beste Karriereresultat, auch für Alex Cisar (25.), Tomáš Mikyska (32.) und Anton Vidmar (35.) gab es ein solches zu feiern. Neben Komatz traf nur Mikito Tachizaki alle zwanzig Scheiben und reihte sich auf Rang 31 ein. Die größte Aufholjagd gelang Anton Dudtschenko, der mit einem Schießfehler von 59 auf 18 lief.

#### Frauen
Start: Sonntag, 4. Dezember 2022, 14:15 Uhr
| Platz | Sportler             | Zeit        | Schießfehler |
| ----- | -------------------- | ----------- | ------------ |
| 1     | Julia Simon          | 31:13,0 min | 0+0+0+0      |
| 2     | Dorothea Wierer      | +11,9       | 0+0+0+0      |
| 3     | Elvira Öberg         | +21,7       | 0+1+0+0      |
| 4     | Lisa Vittozzi        | +26,3       | 0+0+0+1      |
| 5     | Emma Lunder          | +33,2       | 0+0+0+1      |
| 6     | Caroline Colombo     | +53,5       | 0+0+0+0      |
| 7     | Markéta Davidová     | +59,3       | 0+0+0+1      |
| 8     | Vanessa Voigt        | +1:04,6     | 0+0+1+0      |
| 9     | Lisa Hauser          | +1:04,7     | 1+0+2+0      |
| 10    | Hanna Öberg          | +1:15,7     | 2+0+1+0      |
| 0     |                      |             |              |
| 16    | Denise Herrmann-Wick | +1:53,4     | 2+1+0+1      |
| 17    | Anna Weidel          | +1:59,4     | 1+0+1+1      |
| 20    | Samuela Comola       | +2:27,1     | 0+0+0+0      |
| 21    | Rebecca Passler      | +2:28,2     | 1+0+1+0      |
| 22    | Lena Häcki-Groß      | +2:31,8     | 2+0+1+1      |
| 23    | Sophia Schneider     | +2:32,7     | 1+0+2+2      |
| 28    | Elisa Gasparin       | +3:02,2     | 2+0+1+1      |
| 29    | Lotte Lie            | +3:02,2     | 1+0+1+0      |
| 33    | Dunja Zdouc          | +3:26,0     | 0+1+0+1      |
| 34    | Aita Gasparin        | +3:26,8     | 0+1+1+1      |
| 36    | Julia Schwaiger      | +3:37,4     | 1+0+2+0      |
| 45    | Lea Meier            | +4:29,7     | 2+1+1+0      |
| 56    | Michela Carrara      | +5:53,5     | 1+1+2+1      |
| 60    | Juliane Frühwirt     | +6:36,3     | 1+2+2+3      |

Gemeldet und am Start: 60
Dank 20 Treffern gewann Julia Simon ihr insgesamt fünftes Einzelrennen, für Wierer und Elvira Öberg gab es das erste Podest der Saison. Lisa Vittozzi konnte ihre Weltcupführung verteidigen und damit auch in Hochfilzen im gelben Trikot starten. Herausragende Ergebnisse gab es für Emma Lunder, Caroline Colombo (PB) und Vanessa Voigt, persönliche Bestleistungen (Punktgewinne) für Suvi Minkkinen (15.), Sophie Chauveau (19.), Samuela Comola (20.) und Joanna Jakieła (26.). Comola holte mit 24 Plätzen (Rang 44 auf 20) auch den größten Abstand auf.

## Auswirkungen
| Rang | Name                 | Punkte | Siege | Verän- derung |
| ---- | -------------------- | ------ | ----- | ------------- |
| 1    | Johannes Thingnes Bø | 209    | 2     |               |
| 2    | Sturla Holm Lægreid  | 190    | 0     |               |
| 3    | Roman Rees           | 155    | 0     |               |
| 4    | Sebastian Samuelsson | 145    | 0     |               |
| 5    | David Zobel          | 126    | 0     |               |
| 6    | Niklas Hartweg       | 124    | 0     |               |
| 7    | Martin Ponsiluoma    | 123    | 1     |               |
| 8    | Émilien Jacquelin    | 118    | 0     |               |
| 9    | Jesper Nelin         | 101    | 0     |               |
| 10   | Fabien Claude        | 94     | 0     |               |

| Rang | Name                       | Punkte | Siege | Verän- derung |
| ---- | -------------------------- | ------ | ----- | ------------- |
| 1    | Lisa Vittozzi              | 185    | 0     |               |
| 2    | Julia Simon                | 160    | 1     |               |
| 3    | Hanna Öberg                | 144    | 1     |               |
| 4    | Ingrid Landmark Tandrevold | 142    | 0     |               |
| 5    | Lisa Hauser                | 131    | 1     |               |
| 6    | Elvira Öberg               | 121    | 0     |               |
| 7    | Linn Persson               | 118    | 0     |               |
| 8    | Emma Lunder                | 116    | 0     |               |
| 9    | Vanessa Voigt              | 114    | 0     |               |
| 10   | Dorothea Wierer            | 110    | 0     |               |

## Debütanten
Folgende Athleten nahmen zum ersten Mal an einem Biathlon-Weltcup teil. Dabei kann es sich sowohl um Individualrennen, als auch um Staffelrennen handeln.
| Männer              | Frauen              |
| ------------------- | ------------------- |
| Konstantin Wassilew | Sophie Chauveau     |
| David Zingerle      | Jenna Sherrington   |
| Ryu Yamamoto        | Kelsey Dickinson    |
| Zachary Connelly    | Tara Geraghty-Moats |
| Laurin Fravi        |                     |